# Mahmud Barzanji
Sheikh Mahmud Barzanji (kurdiska: شێخ مه‌حموود بەرزنجی ) född i Sulaymaiyya 1878, död i Bagdad 1956, var en kurdisk klanhövding. Från 1919 ledde han kurdiska uppror i det som skulle bli den irakiska delen av Kurdistan och under början av 1920-talet var han självutnämnd kung i Kurdiska kungariket, som aldrig erkändes internationellt. Kungariket upplöstes i och med att Irak 1923 blev ett brittiskt mandat enligt freden i Lausanne. 1930 ledde han ett nytt uppror, som misslyckades, och därefter drog han sig tillbaka från politisk aktivitet.